# Carmen Casas
Carmen Casas Selvas (Sabadell, 24 de agosto de 1946) es una periodista española especializada en cultura, gastronomía y enología, considerada la primera crítica gastronómica de Cataluña.

## Biografía
Comenzó su trayectoria periodística en 1970 en Barcelona, en la sección de cultura del periódico Tele/eXpres, de la mano de Ana María Moix. Desarrolló su profesión en diversos medios como El Correo Catalán, El Diario de Barcelona, El Periódico, La Vanguardia, Avui y El País, ofreciendo cobertura política, cultural, sociedad y, especialmente, gastronómica.
En 1987 se incorporó a La Vanguardia de la mano del periodista y gastrónomo Néstor Luján, medio en el cual consolidó su faceta gastronómica, cubriendo contenidos culinarios, gastronómicos y enológicos, y donde se convirtió en la primera crítica de restaurantes del periódico y de Cataluña.
Carmen Casas entrevistó grandes figuras de la cultura, como los escritores Jorge Luis Borges en 1985, pocos meses antes de su fallecimiento, y Camilo José Cela en 1989, poco después de recibir el Premio Nobel de Literatura.
A lo largo de su carrera escribió y participó en numerosos libros de gastronomía, cocina y vino, entre ellos, Damas guisan y ganan (1986) con prólogo de Xavier Domingo. En la obra, Carmen Casas dio voz a 50 restauradoras de España a través de artículos y entrevistas, además de reunir 137 recetas de todas ellas.

## Libros
- Comer en Catalunya, 1980. Prólogo de Néstor Luján y epílogo de Josep Pla
- Barcelona a la carta: guía de restaurantes, historia y recetario, 1981. Prólogo de Horacio Sáenz Guerrero
- Barcelona en 50 menús: las 150 mejores recetas, 1983. Coescrito con Botaya, Guillermina
- Tercer libro de cocina: las aves, 1985
- Damas guisan y ganan, 1986
- Cocinerías: con 10 recetas inéditas y originales, Riera, Ignasi, 1988
- Cuina que cuinaràs: amb 10 receptes inèdites i originals, 1988, Firmado por Riera, Ignasi.
- Allegro vivace. Historia del champagne, el cava y los vinos espumosos del mundo, 1992. Coescrito con Néstor Luján, Guillermina Botaya y Óscar Caballero
- Els Tinars: 60 receptes per poder-les fer a casa, 1994
- La Torre del Remei: 60 receptes per poder-les fer a casa, 1994
- Florian: 60 receptes per poder-les fer a casa, 1994
- Ca l'Isidre: 60 receptes per poder-les fer a casa, 1995
- Hispània: 60 receptes per poder-les fer a casa, 1996
- Gaig: 60 receptes per poder-les fer a casa, 1998
- Restaurantes de Cataluña. Una guía diferente e imprescindible para descubrir los mejores restaurantes de Cataluña, 2002. Prólogo de Manuel Vázquez Montalbán

## Premios
- Premio Nacional de Gastronomía a la Mejor Labor Periodística, 1995
- Premio EVA a la Mejor Periodista 2009